# 班敦 (俄勒冈州)
班敦（Bandon）是美国俄勒冈州库斯县的一座城市，位于科基尔河河口以南。其名称由1873年在此定居的爱尔兰贵族乔治·本内特（George Bennet）以其故乡之名命名。2010年美国人口普查时，该市人口为3066。

## 历史
在1850年以前，科基尔人生活于此。1851年一名法裔加拿大人在兰多夫附近发现了黄金，不过淘金潮并没有对该地区产生太大影响。在1852年，一位名叫亨利·鲍德温的爱尔兰人在库斯湾附近因船只遇难而进入该地区。一年之后首批来自欧洲的移民者在此建立了永久居住点。随着双姐妹号于1859年驶入科基尔河，该地区开始了生产与出口活动。

### 火灾
1936年9月26日，城区东部的森林发生了一场大火，并且随着风向突然地向西转变，大火开始蔓延至城区。据当地居民称，大火点燃了当地的金雀花，导致火灾很快席卷了这个城市的商业区。灾后统计显示这场火灾造成了11人死亡以及大约300万美元的损失。
有趣的是，金雀花正是由该城市的创立者乔治·本内特从他的家乡引入至班敦。

## 姐妹城市
- 班敦, 爱尔兰[5]